# Caricea setipes
Caricea setipes är en tvåvingeart som först beskrevs av Malloch 1935.  Caricea setipes ingår i släktet Caricea och familjen husflugor. Inga underarter finns listade i Catalogue of Life.